# Château d'Ivry (Ivry-sur-Seine)
Le château d'Ivry, dit aussi château de Saint-Frambourg, est un château détruit, qui était situé vers la rue Raspail, sur le territoire de la commune d'Ivry-sur-Seine. L’ancien hameau Saint-Frambourg se trouve entre l’Hôtel de Ville et l'hôpital Charles-Foix, à l'emplacement de la place Parmentier qui elle-même s'appelait carrefour Saint-Frambourg.
Il en reste quelques vestiges, principalement des murs de terrasses. Le moulin de la Tour, qui était attaché à la seigneurie d’Ivry et de Saint-Frambourg, est toujours debout.

## Histoire
La terre d'Ivry appartenait à Claude Bosc, prévôt des marchands de Paris. Il y fit construire ce château.
Le 7 août 1697, Claude Bosc fit placer la statue de Louis XIV en pied dans une salle voisine du grand parterre du château. Toute une soirée avec feux d'artifice et illuminations fut organisée, et relatée en détail dans le Mercure Galant, revue fondée en 1672.

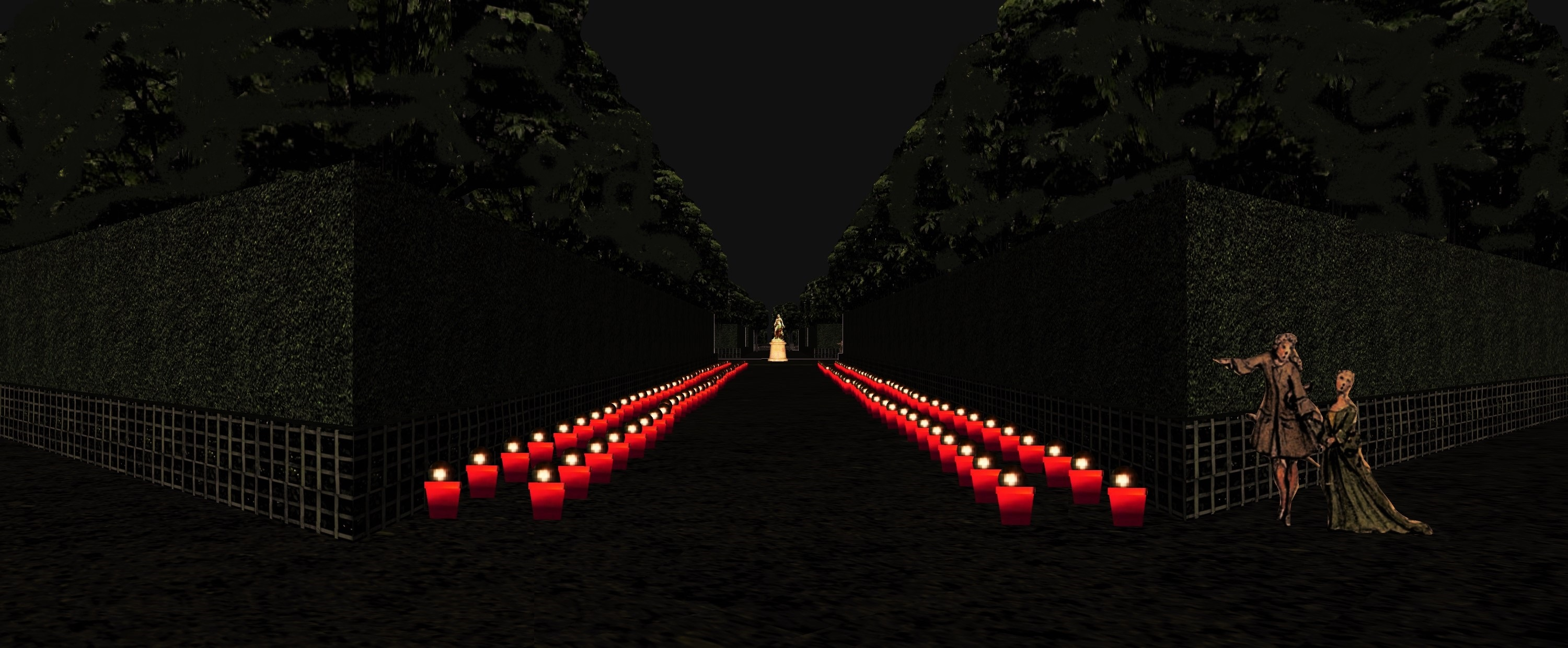
Illumination de l'allée menant à la statue de Louis XIV, fête de 1697
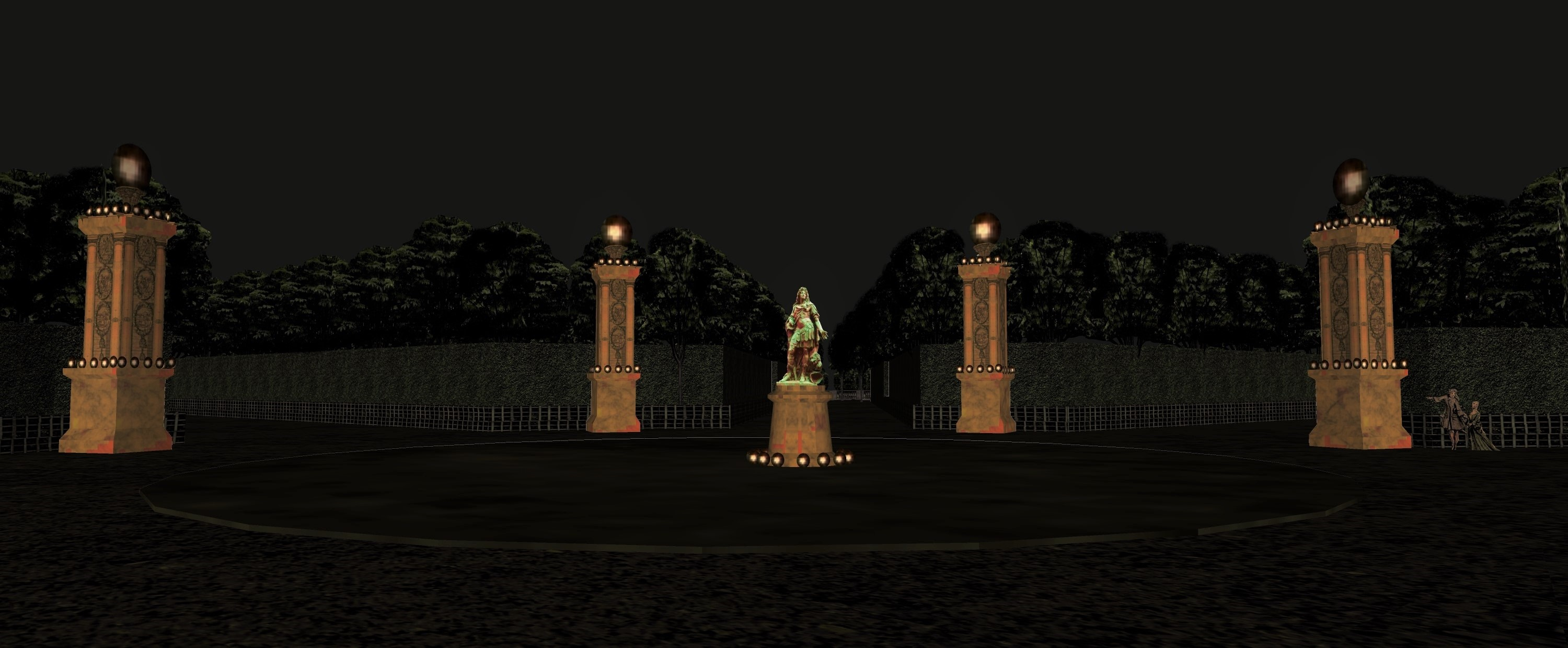
Illumination de la place de la statue de Louis XIV avec les huit piédestaux éphémères, 1697

Il passa ensuite aux mains du maréchal d'Uxelles.

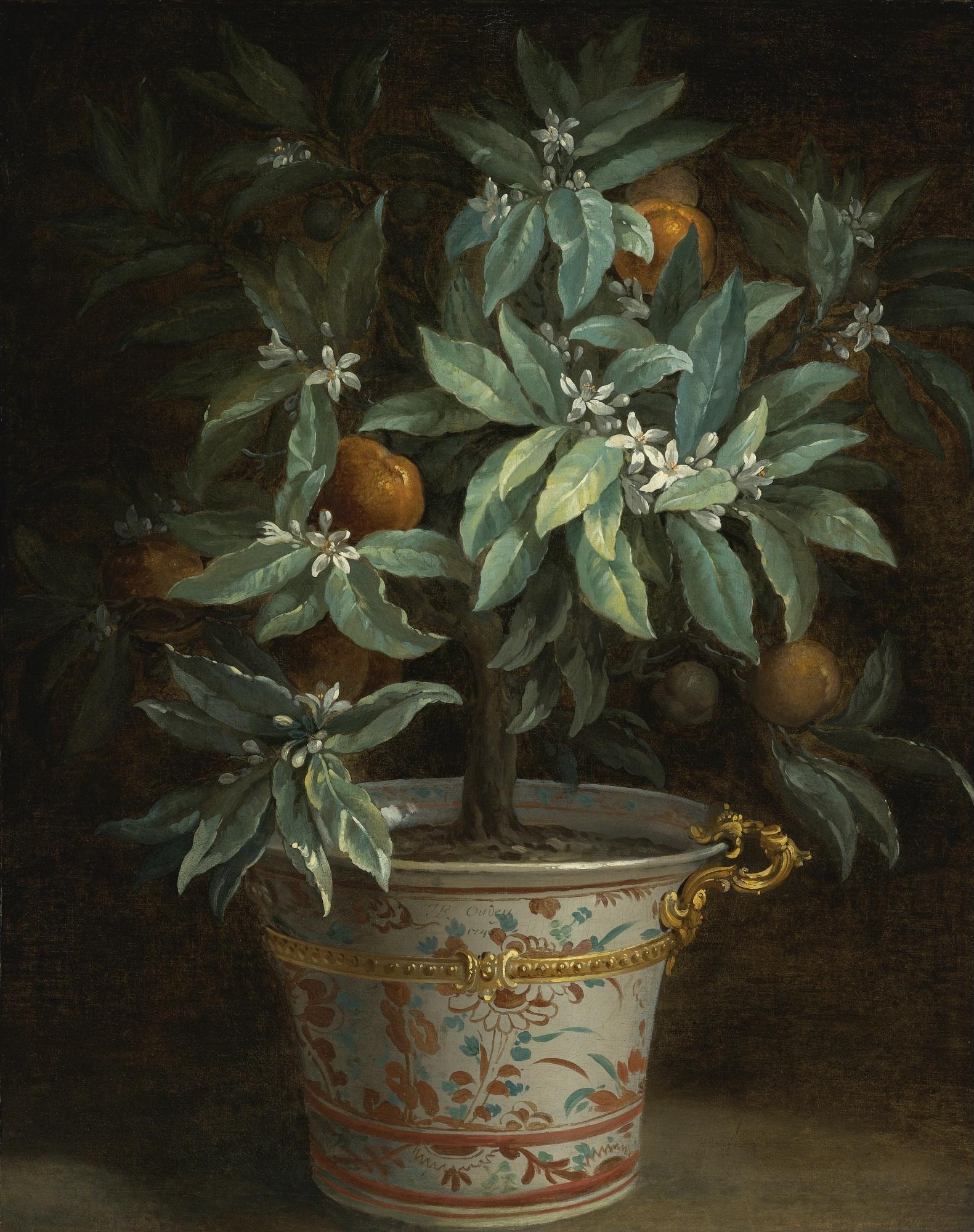
L'Oranger, peinture de Jean-Baptiste Oudry, 1740, commandé par le marquis de Beringhen, Château d'Ivry.

Après cela, il appartint à Henri-Camille, marquis de Beringhen.
Plus tard, il appartint à Marie-Adélaïde de Bourbon, qui y mourut en 1821.
Il fut détruit avant 1840, et son emplacement transformé en terrains agricoles.

## Le château et les bâtiments
La date de construction du nouveau château de Claude Bosc, Seigneur d’Ivry, est estimée à 1691 par les historiens locaux, c’est-à-dire entre le 14 juin 1690, date de la célébration du mariage d’une famille amie à la Chapelle de Saint-Frambourg, et le 12 juin 1692, jour du mariage du marquis de la Luzerne célébré dans la chapelle du château. Le plan du château copie le modèle du château d'Issy, de plan carré.    
Une description du domaine en 1801 (MC AN) décrit les lieux avec précision :
« Les batimens, consistant en un pavillon (restes de l’ancien château d’Yvry) ou maison de chef, ayant sa principale entrée sur la place dite de St-Frambourg, à l’extrémité de la commune d’Yvry, par une grande grille de fer ; logement de portier y attenant, belle cour, garnie de tilleuls formant allée, et de charmille ; à gauche de ladite cour est un autre espace formant basse-cour, fermée en partie par des batimens servant de logement de jardinier, écuries, étables, belle grange ayant servi d’orangerie, colombier, belle laiterie, et remises couverts en thuilles ; un autre espace en revenant, garnie de bosquets distribués en charmilles. Ledit pavillon, ou principal corps de logis, de figure quarrée, presque parfait, et construit en pierre de taille et moëllons, de deux étages et double en profondeur cinq croisées de face, couvert en ardoises, belles caves dessous ; distribué, savoir : au rez-de-chaussée, un grand vestibule ayant entrée par un perron de plusieurs marches en pierre, à droite dudit vestibule est un appartement composé de plusieurs pièces ayant vue au midi ; ensuite est un grand salon, éclairé du levant au midi sur les jardins et parc/…/ Sur la face, au nord du dit pavillon, est une avenue plantée d’ormes, en équerre, conduisant au chemin bas de Choisy, dit le chemin de Chevalleret ; l’entrée de ladite avenue est fermée d’une grande grille de fer du côté de la rivière/…./ Les héritages, dépendants desdits bâtimens et y attenants, consistent , 1°. En jardins et terres, partie plantés en arbres et vignes, formant l’ancien parc, clos de murs, avec sauts de loups… »

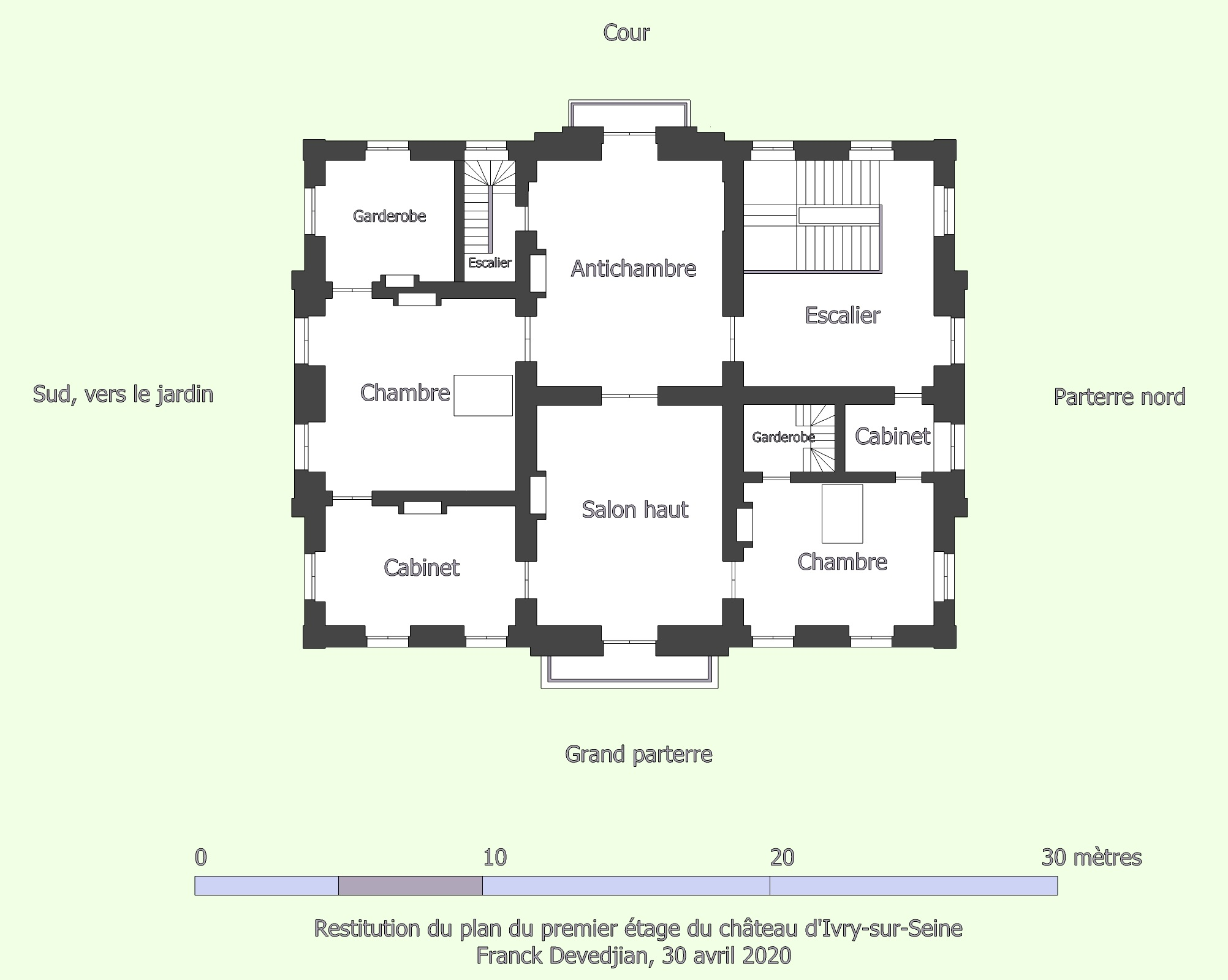
Restitution du plan du premier étage du château d'Ivry, vers 1700
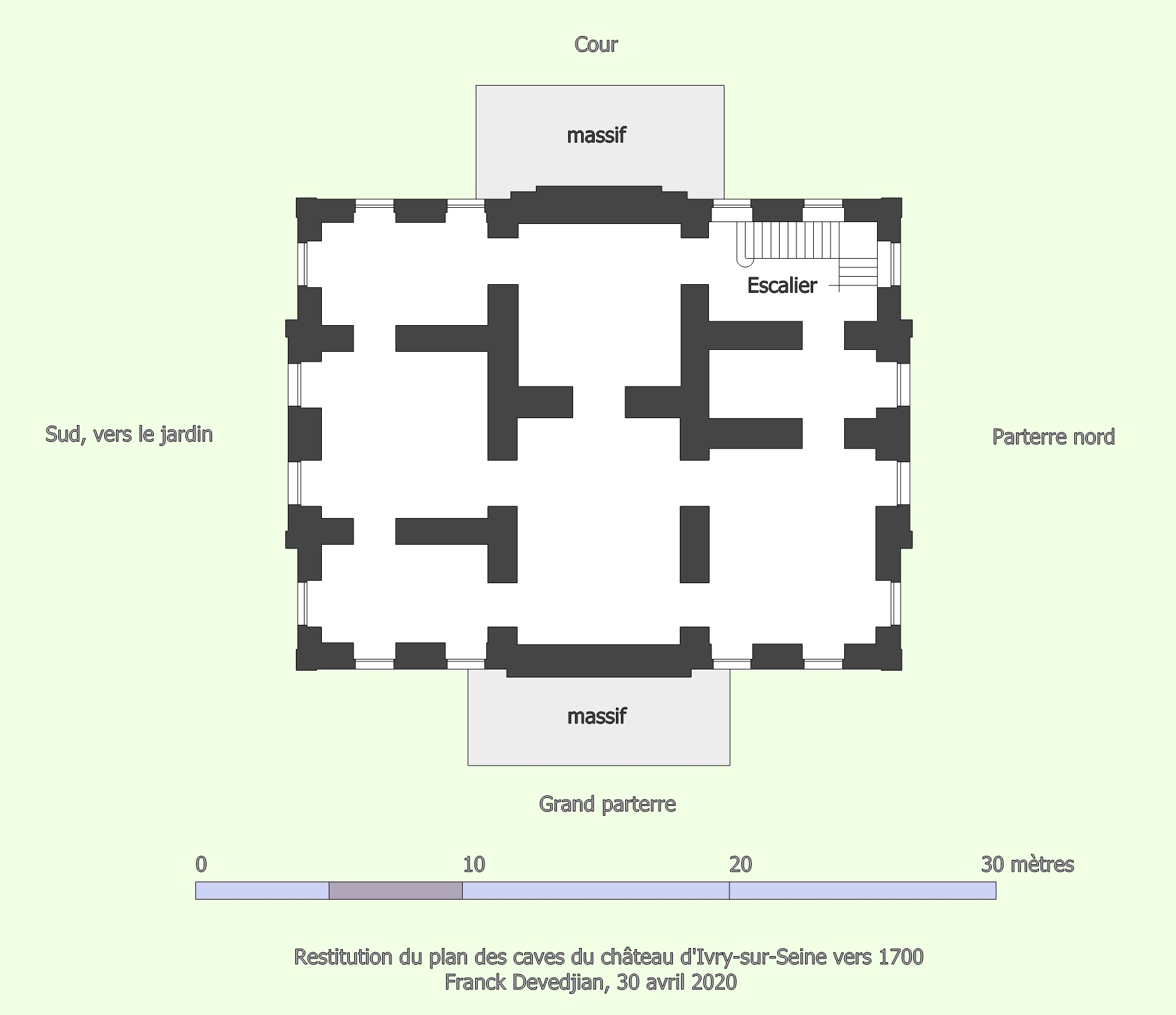
Restitution du plan des caves du château d'Ivry-sur-Seine vers 1700
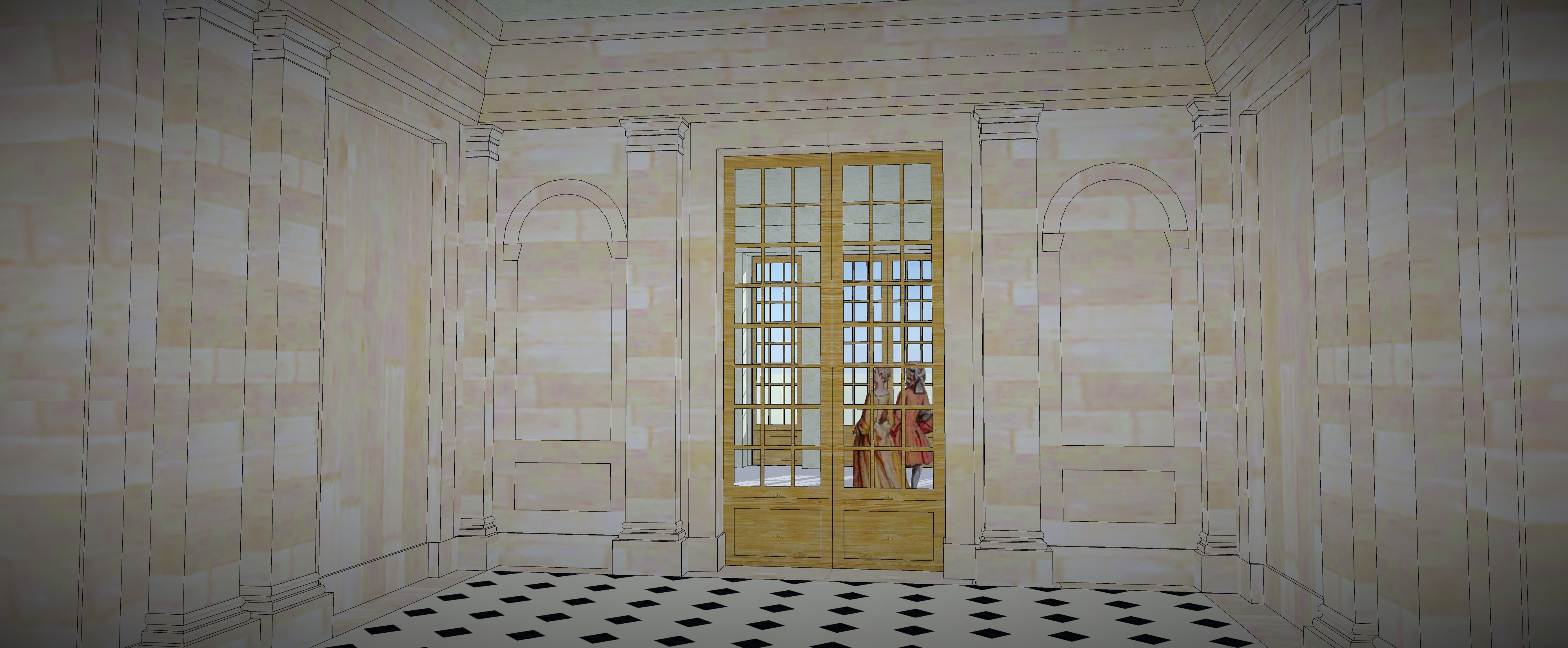
Schéma de restitution du vestibule d'Ivry
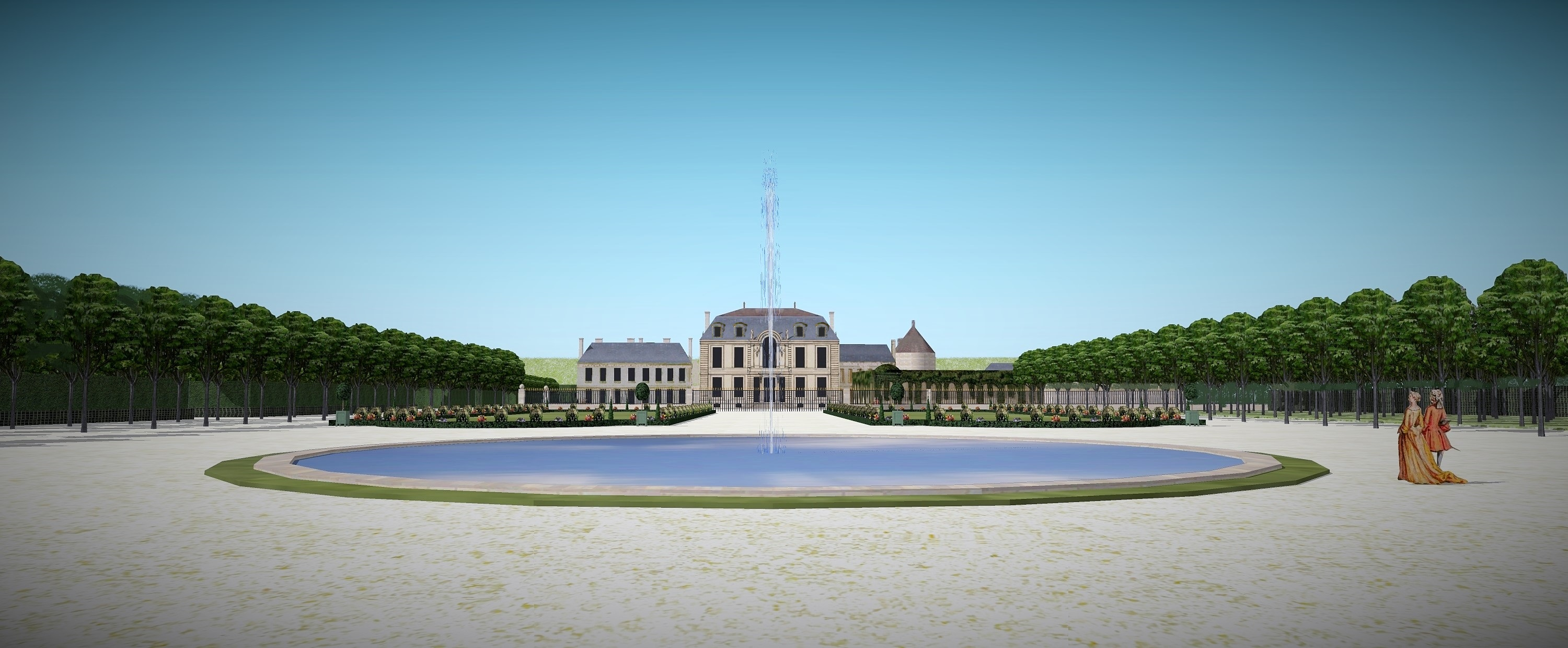
Vue depuis la demi-lune sur les bâtiments
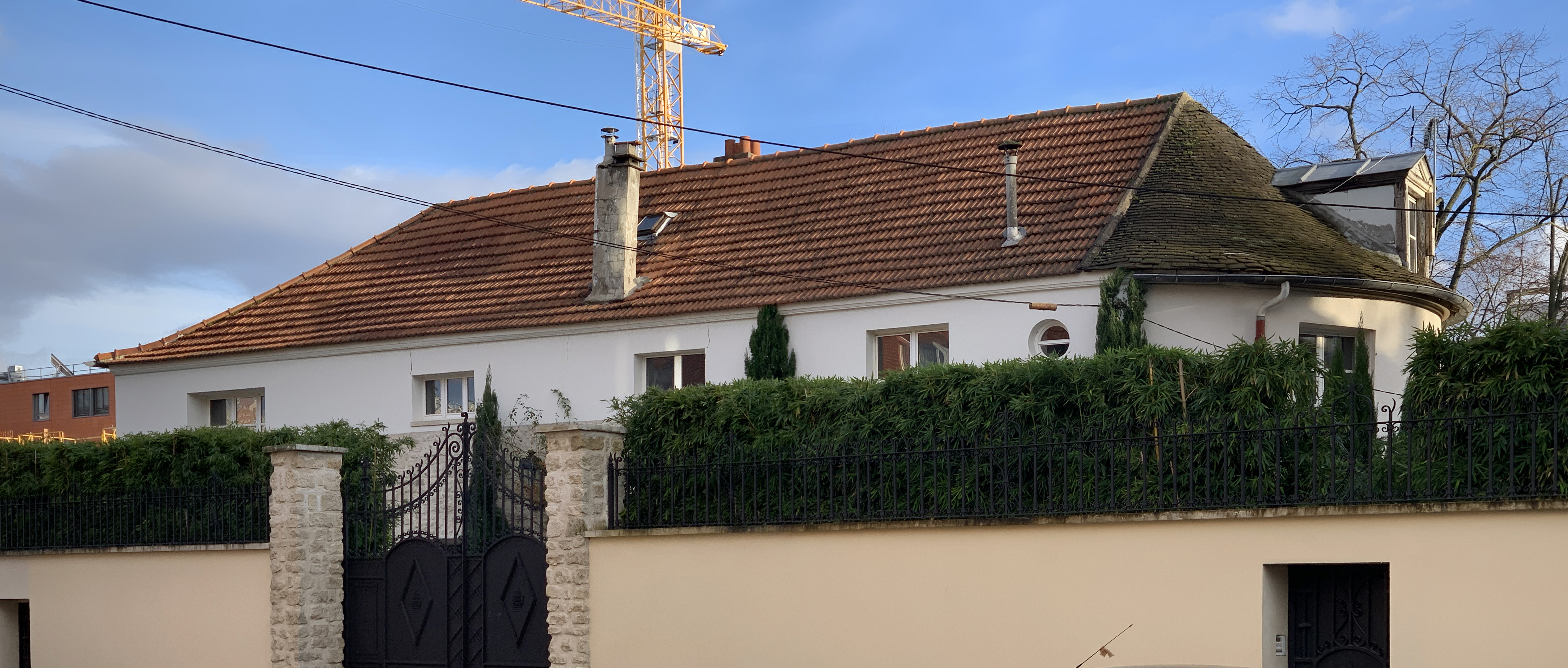
Orangerie du château.

## Les jardins

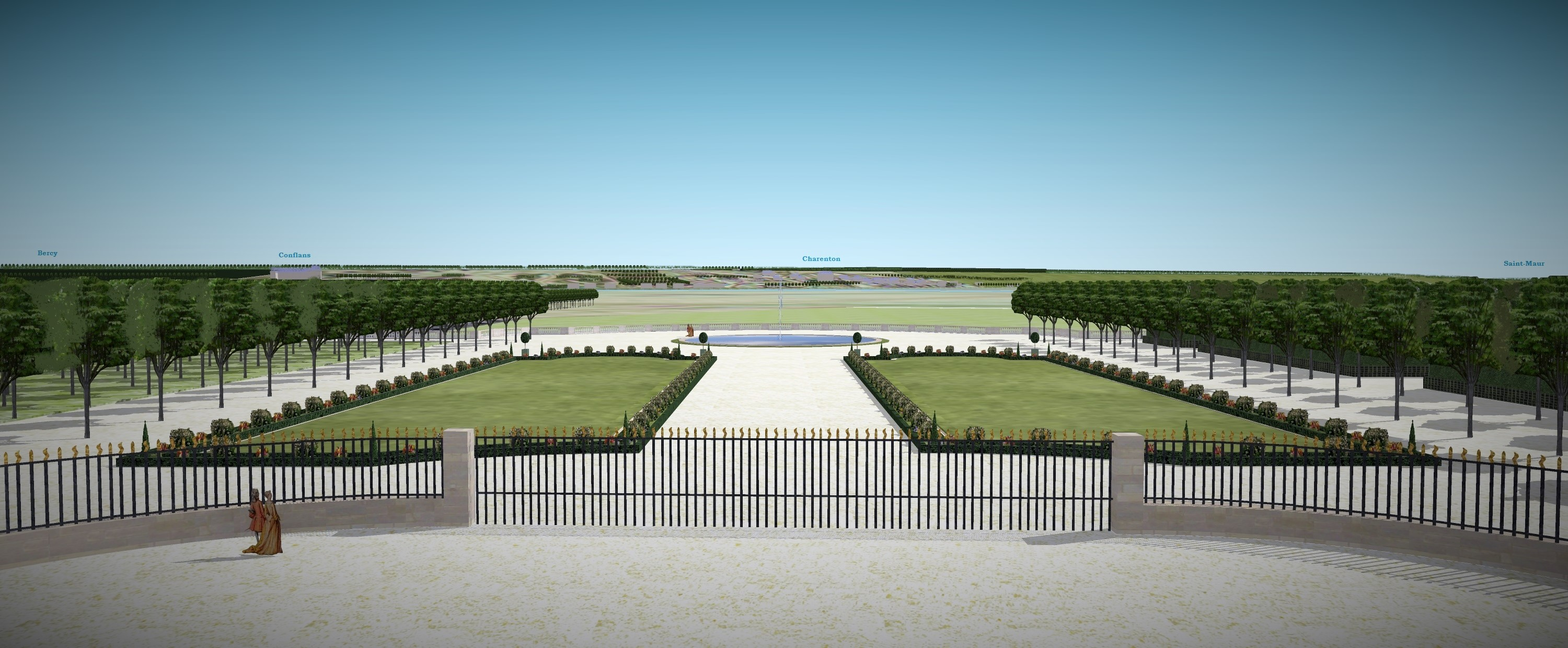
Vue depuis le premier étage du château d'Ivry sur le parterre, vers 1700
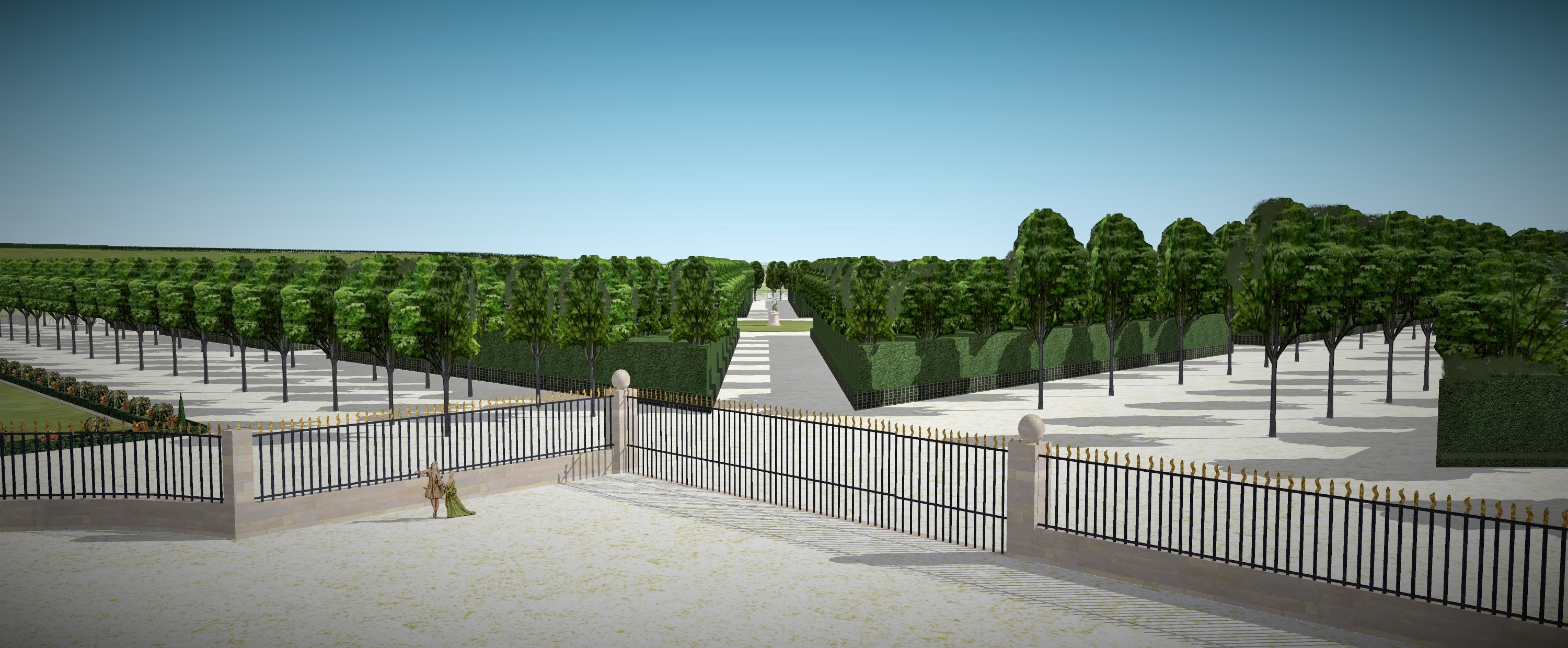
Vue depuis le premier étage du château d'Ivry sur la statue de Louis XIV vers 1700
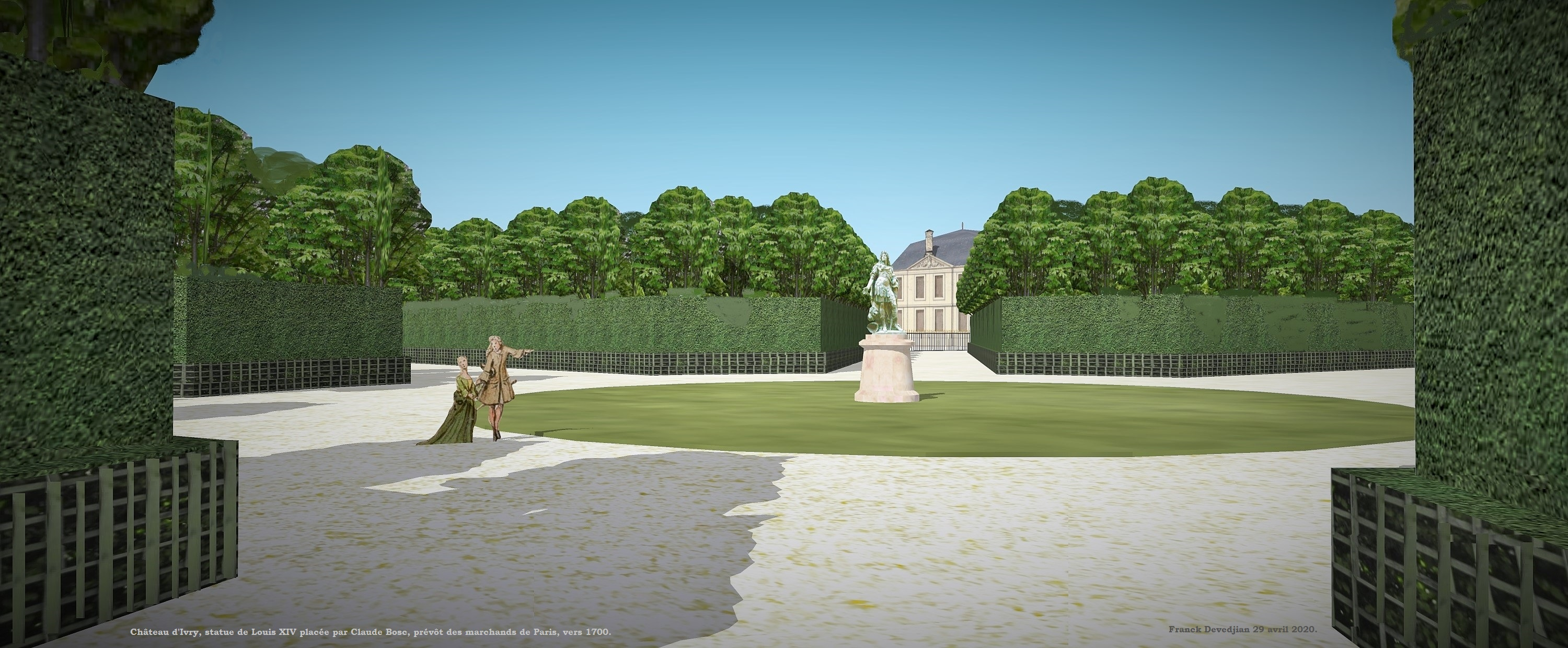
Vue de la statue de Louis XIV placée par Claude Bosc en 1697 dans les jardins d'Ivry